# Land- und Stadtgericht Neustadt O.S.

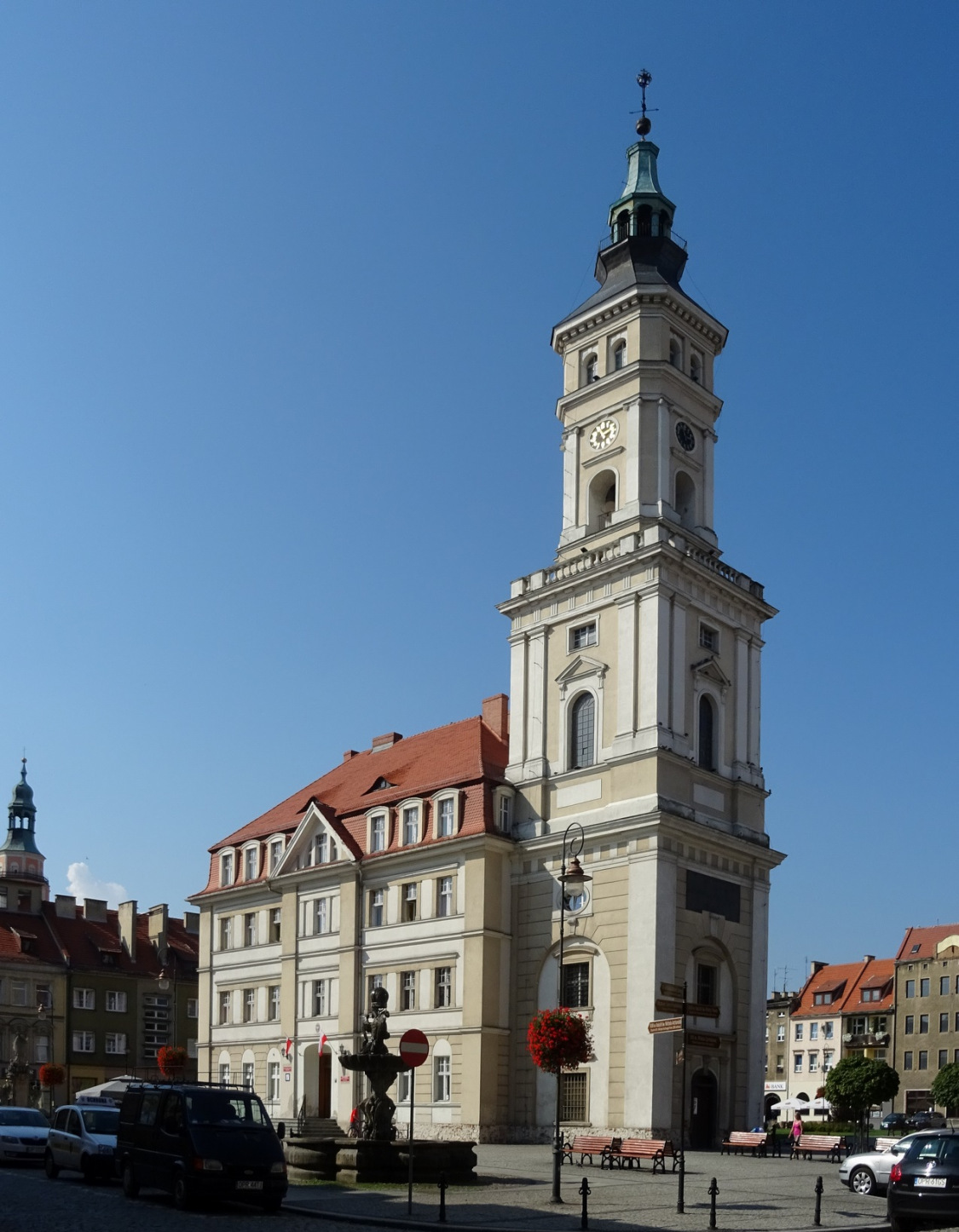
Rathaus von Neustadt, Sitz des Gerichtes

Das Land- und Stadtgericht Neustadt O.S. oder Land- und Stadtgericht Neustadt in Oberschlesien war ein preußisches Land- und Stadtgericht mit Sitz in Neustadt O.S.

## Geschichte
Mit der preußischen Städteordnung von 1808 verloren die Magistrate ihre Funktion als Eingangsgerichte und es wurden staatliche Stadtgerichte eingerichtet. Nach dem Ende der Befreiungskriege wurden die staatlichen Gerichte (Stadtgerichte und Justizämter) zu Land- und Stadtgerichten zusammengefasst. In Neustadt entstand so das Land- und Stadtgericht Neustadt O.S. Zuständiges Oberlandesgericht war das Oberlandesgericht Ratibor.
Sein Sprengel umfasste die Stadt Neustadt mit 5525 Einwohnern (1837) und 20 Ortschaften mit 10.052 Einwohnern, also zusammen 15.577 Gerichtseingesessene. Am Gericht war ein Direktor, zwei Richter, zwei Subalterne und zwei Unterbeamte beschäftigt. Es handelte sich um ein Gericht 1. Klasse, d. h. die drei Richter konnten als Spruchkörper gemeinsam Beschlüsse fassen.
Das Gericht hatte seinen Sitz im Rathaus.
1849 wurden einheitlich Kreisgerichte gebildet. In Neustadt entstand so das Kreisgericht Neustadt O.S.